# 未来創造科学部
未来創造科学部（みらいそうぞうかがくぶ、英語：Ministry of Science, ICT and Future Planning）は、かつて存在した大韓民国の国家行政機関である。未来創造科学部の長を未来創造科学部長官と称し、国務委員が任命された。
2017年、科学技術情報通信部に名称が変更された。

## 歴史
- 1967年3月30日 - 科学技術処を設置[1]。
- 1998年2月28日 - 科学技術処から科学技術部に改編[2]。
- 2004年10月18日 - 科学技術部長官が副総理を兼任[3]。
- 2008年2月29日 - 科学技術部と教育人的資源部を統合し教育科学技術部を新設。
- 2013年3月23日 - 教育科学技術部と国家科学技術委員会（朝鮮語版）の科学技術業務、放送通信委員会と知識経済部の業務の一部を統合し、未来創造科学部を新設。
- 2017年7月20日 - 未来創造科学部を科学技術情報通信部に名称変更[4]。

## 職務
科学技術イノベーション政策の策定・総括・調整・評価、科学技術の研究開発・協力・振興、科学技術の人材養成、原子力研究・開発・生産・利用、国家情報化企画・情報保護・情報文化、放送通信の融合・振興及び電波管理、情報通信産業、郵便・郵便為替及び郵便振替に関する事務を管掌する。科学技術の主要政策、科学技術イノベーション・産業化に関する人材政策・地域技術イノベーション政策の調整、研究開発計画・事業の調整、研究開発予算の運営に関する事項の審議を行う国家科学技術審議会の運営を担う。

## 組織

### 幹部
- 長官
  - 代弁人
  - 監査官
  - 長官政策補佐官
- 第一次官
  - 創造経済調整官
  - 企画調整室長
    - 政策企画官
    - 国際協力官
    - 非常安全企画官
- 第二次官

### 下部組織
- 運営支援課
- 研究開発政策室
  - 基礎源泉研究政策官
  - 巨大公空研究政策官
  - 研究成果革新政策官
- 科学技術戦略本部
  - 科学技術政策官
  - 研究開発投資審議官
  - 成果評価革新官
- 創造経済企画局
- 未来人材政策局
- 情報通信政策室
  - インターネット融合政策官
  - 情報通信産業政策官
  - ソフトウェア政策官
  - 情報保護政策官
- 放送振興政策局
- 通信政策局
- 電波政策局

### 所属機関
- 国立電波研究院
  - 電波試験認証センター
  - 宇宙電波センター
- 中央電波管理所
  - 衛生電波監視センター
  - 電波管理所（ソウル、釜山、光州、大田、大邱、江陵、全州、済州、清州、蔚山）
- 国立中央科学館
- 国立果川科学館
- 郵政事業本部

## 歴代長官
| 代                 | 氏名               | 氏名               | 在任期間           | 在任期間           | 備考               |
| 代                 | 漢字表記           | ハングル表記       | 着任               | 退任               | 備考               |
| 未来創造科学部長官 | 未来創造科学部長官 | 未来創造科学部長官 | 未来創造科学部長官 | 未来創造科学部長官 | 未来創造科学部長官 |
| ------------------ | ------------------ | ------------------ | ------------------ | ------------------ | ------------------ |
| 初                 | 崔文基             | 최문기             | 2013年4月17日      | 2014年7月15日      | 朴槿惠政権         |
| 2                  | 崔陽熙             | 최양희             | 2014年7月16日      | （現職）           | 朴槿惠政権         |